# Wilhelm Christoph Vollrath von Taubenheim
Wilhelm Christoph Vollrath von Taubenheim († 1721) war ein sachsen-weißenfelsischer Geheimer Rat und Hofmarschall sowie Besitzer mehrerer Rittergüter im Amt Freyburg.

## Leben
Er stammte aus dem Adelsgeschlecht Taubenheim. Im Jahre 1699 wird Taubenheim bereits als fürstlich-sächsischer Hofmarschall bezeichnet. Er war damals bereits Besitzer des Rittergutes Bedra. 
Wilhelm Christoph Vollrath von Taubenheim schlug eine Verwaltungslaufbahn am Hof in Weißenfels ein, wurde dort Geheimer Rat und Hofmarschall. Zeitweilig war er auch Co-Inspektor der Landesschule Pforta.
1699 kaufte er vom Kriegsrat, Obristen und Kommandanten der Festung Heldrungen, Rudolph von Bünau zu Roßbach, eine zum Roßbacher Gut gehörige wüste Stätte und Garten im Dorf Leiha und mehrere Äcker in den Fluren von Leiha und Almsdorf und vereinigte diese mit seinem Besitz in Bedra. In Leiha legten die Taubenheims zu Beginn des 18. Jahrhunderts ein Rittergut an.
Am 11. Oktober 1717 tat er das Gleiche mit dem Rittergut Schalkendorf, das er von Hans Rudolph von Klengel auf Rösen käuflich erwarb.
Gegen Ende seines Lebens zeigten sich bei Wilhelm Christoph Vollrath von Taubenheim immer öfters finanzielle Engpässe, so dass er sich gezwungen sah, bei der Universität Leipzig eine größere Summe Geld zu leihen.
Als Taubenheim Anfang des Jahres 1721 starb, fiel sein Besitz in Bedra, Schalkendorf und Leiha an seinen Sohn Johann Adolph von Taubenheim, der Domherr des Hochstifts Naumburg war. Ferner hatte Taubenheim die Töchter Friederica Elisabeth verhelichte von Burgsdorff in Weißenfels, Johanna Magdalene verehelichte von Heßberg, Wilhelmine Dorothea verheiratete Marschall von Bieberstein sowie Christiana Wilhelmine von Taubenheim hinterlassen. Nach dem Tod des Vaters kam es unter den Geschwistern zu Streitigkeiten über das väterliche Erbe, die sich mehrere Jahre hinzogen und erst durch einen Vergleich beigelegt wurden.